# البقرة (فلم 2016)
البقرة هو فيلم كوميدي فرنسي من إخراج محمد حميدي سنة 2016، و بطولة كل من فاتح بومحمد، لامبيرت ويلسون، جمال دبوز.

## القصة
يتناول هذا العمل السينمائي توجه فاتح، وهو مزارع جزائري، دُعي إلى معرض الزراعة في باريس ليقدم فيه «جاكلين» وهي بقرة يخصها بعناية كبيرة. وتنطلق أحداث الفيلم من الجزائر باتجاه فرنسا.

## جوائز
تُوج الفيلم بالجائزة الكبرى في المهرجان الدولي للفيلم الكوميدي في ألب دويز (Alpe d'Huez) التي دارت فعالياته في محطة التزلج بجبال الألب الفرنسية. كما فاز أيضاً بجائزة الجمهور وجائزة التمثيل التي منحت إلى ممثله الرئيسي (فاتح بومحمد) في الدورة الـ19 للمهرجان الدولي للفيلم الكوميدي.

## روابط خارجية
- مقالات تستعمل روابط فنية بلا صلة مع ويكي بيانات